# 張思孝
张思孝，元朝华州（今陕西省渭南市华州区）人。
张思孝母亲去世，以尽孝闻名。父亲得病，调护非常周到，没有治好，将父亲眼泪鼻涕半盅，他哭泣着都喝了，然后又斋戒祈祷，请以自身代替，不久，父亲痊愈。元文宗至顺三年（1332年），朝廷旌表其门。